# Aulacaspis guangdongensis
Aulacaspis guangdongensis är en insektsart som beskrevs av Chen, Wu och Su 1980. Aulacaspis guangdongensis ingår i släktet Aulacaspis och familjen pansarsköldlöss. Inga underarter finns listade i Catalogue of Life.